# Charles Duchaussois
Pour les articles homonymes, voir Duchaussois.
Charles Duchaussois, né le 27 janvier 1940 à Montargis (Loiret) et mort le 27 février 1991 à Paris, est un écrivain français. Son autobiographie romancée Flash ou le Grand Voyage a été un succès d'édition.

## Biographie selonFlash
Né le 27 janvier 1940, il reçoit à l'âge de quatre mois et huit jours, un matin de 1940, un éclat d'obus dans l'œil lors d'un bombardement. Cela le laissera borgne, un détail souvent évoqué dans son roman. Après être entré à HEC en vue de devenir expert-comptable, il décide de partir en Provence après un ras le bol de la région parisienne[réf. nécessaire] détail souvent évoqué dans son roman. Après différents larcins, escroqueries et multiples séjours en prison, il part au Liban rejoindre un ami.
En 1969, en pleine effervescence hippie, de Marseille à Beyrouth, d'Istanbul à Bagdad, en passant par de longs séjours en Inde, en bateau, à pied, en voiture, Charles peu à peu se rapproche de Katmandou, le haut lieu de la drogue et des hippies. Son voyage commence un peu par hasard au Liban, avec le trafic d'armes et la récolte du haschisch,. Le but à atteindre est Katmandou. Son parcours sera progressif d'un point de vue géographique mais également en termes de découverte des drogues, car c'est cela que raconte Charles Duchaussois dans son livre. Il ira si loin dans la dépendance qu'il offre au lecteur un regard vraiment objectif sur son aventure avec des exploits mais également de cuisants échecs. Il est rapatrié sanitaire à Paris le 10 janvier 1970, après six mois d'une descente aux enfers progressive et quasi totale : la toute fin de son séjour tire à la folie, et ce n'est qu'in extremis que Charles échappe plusieurs fois à la mort. À son retour, il enregistrera le récit de son aventure sur 18 bandes magnétiques, envoyées aux éditions Fayard en décembre 1970.

## Après la parution
Après « Flash » : jusqu'à fin novembre 1970, il lutte sans succès contre la drogue (époque évoquée dans la postface du livre), aidé de Jocelyne, une Française rencontrée à Katmandou et qui l'a rejoint. Charles et Jocelyne ne parviennent pas à sortir de cet univers et continuent de se droguer, jonglant entre petits boulots, raids dans les pharmacies parisiennes, crises de démence et cures de désintoxication.  
Charles Duchaussois repart vivre à Paris. Il se remarie à Christiane en 1974, et a un autre enfant. Ils se séparent en 1977. Fin 1978, une tragédie intervient et Charles est emprisonné pour l'homicide du frère de Christiane. Divorcé en 1983, il rencontre Fernanda et se remarie la même année (pour la troisième fois) dans la région parisienne. Il divorce en 1986.
Atteint d'un cancer des poumons qui se généralise, Charles Duchaussois meurt le 27 février 1991 à l'hôpital Saint-Michel de Paris. Il est inhumé dans le cimetière intercommunal de Valenton (Val-de-Marne). Il y repose dans une sépulture à l'abandon avec deux frères à ses côtés.
En 2013, plus de quarante ans après sa parution, Flash est adapté en bande dessinée par Thomas Kotlarek (scénario) et Jef (dessin, couleur),.